# The Journal of Law, Medicine & Ethics
The Journal of Law, Medicine & Ethics es una revista médica académica trimestral revisada por pares que cubre la ética médica y el derecho médico . Se estableció en 1981 como Law, Medicine & Health Care , que a su vez se formó mediante la fusión de dos revistas: Medicolegal News y Nursing Law & Ethics . La revista obtuvo su nombre actual en 1993. La publica SAGE en asociación con la Sociedad Estadounidense de Derecho, Medicina y Ética . El editor es Edward J. Hutchinson . El editor en jefe es Aaron S. Kesselheim, MD, JD, MPH. Según Journal Citation Reports , la revista tenía un factor de impacto de 0,986 en 2017, lo que la situaba en el puesto 25 entre 51 revistas en la categoría "Ética".

## Métricas de revista
2022
- Web of Science Group : 1.718
- Índice h de Google Scholar: 60
- Scopus: 1.07